# Paratettix cingalensis
Paratettix cingalensis är en insektsart som först beskrevs av Walker, F. 1871.  Paratettix cingalensis ingår i släktet Paratettix och familjen torngräshoppor. Inga underarter finns listade i Catalogue of Life.